# Truncatulina
Cibicides es un género de foraminífero bentónico de la subfamilia Cibicidinae, de la familia Cibicididae, de la superfamilia Planorbulinoidea, del suborden Rotaliina y del orden Rotaliida. Su especie tipo era Cibicides refulgens. Su rango cronoestratigráfico abarcaba desde el Carbonífero hasta la Actualidad.

## Clasificación
Se han descrito numerosas especies de Truncatulina. Entre las especies más interesantes o más conocidas destacaban:
- Truncatulina lobatula
- Truncatulina refulgens
- Truncatulina tenuimargo

Un listado completo de las especies descritas en el género Cibicides puede verse en el siguiente anexo.